# René François Gautier
René François Gautier, né le 25 avril 1851 à Aigre (Charente) et mort le 30 août 1936 à Paris, est un homme politique français.

## Biographie
Fils de Louis Gautier, député de la Charente, il succède à son père, démissionnaire, en 1880. Réélu en 1881, il est battu en 1885. Il retrouve son siège de 1893 à 1898 et siège au groupe bonapartiste de l'Appel au peuple. Il est conseiller général du canton d'Aigre. 

## Sources
- « René François Gautier », dans Adolphe Robert et Gaston Cougny, Dictionnaire des parlementaires français, Edgar Bourloton, 1889-1891 [détail de l’édition]
- « René François Gautier », dans le Dictionnaire des parlementaires français (1889-1940), sous la direction de Jean Jolly, PUF, 1960 [détail de l’édition]